# Yukos

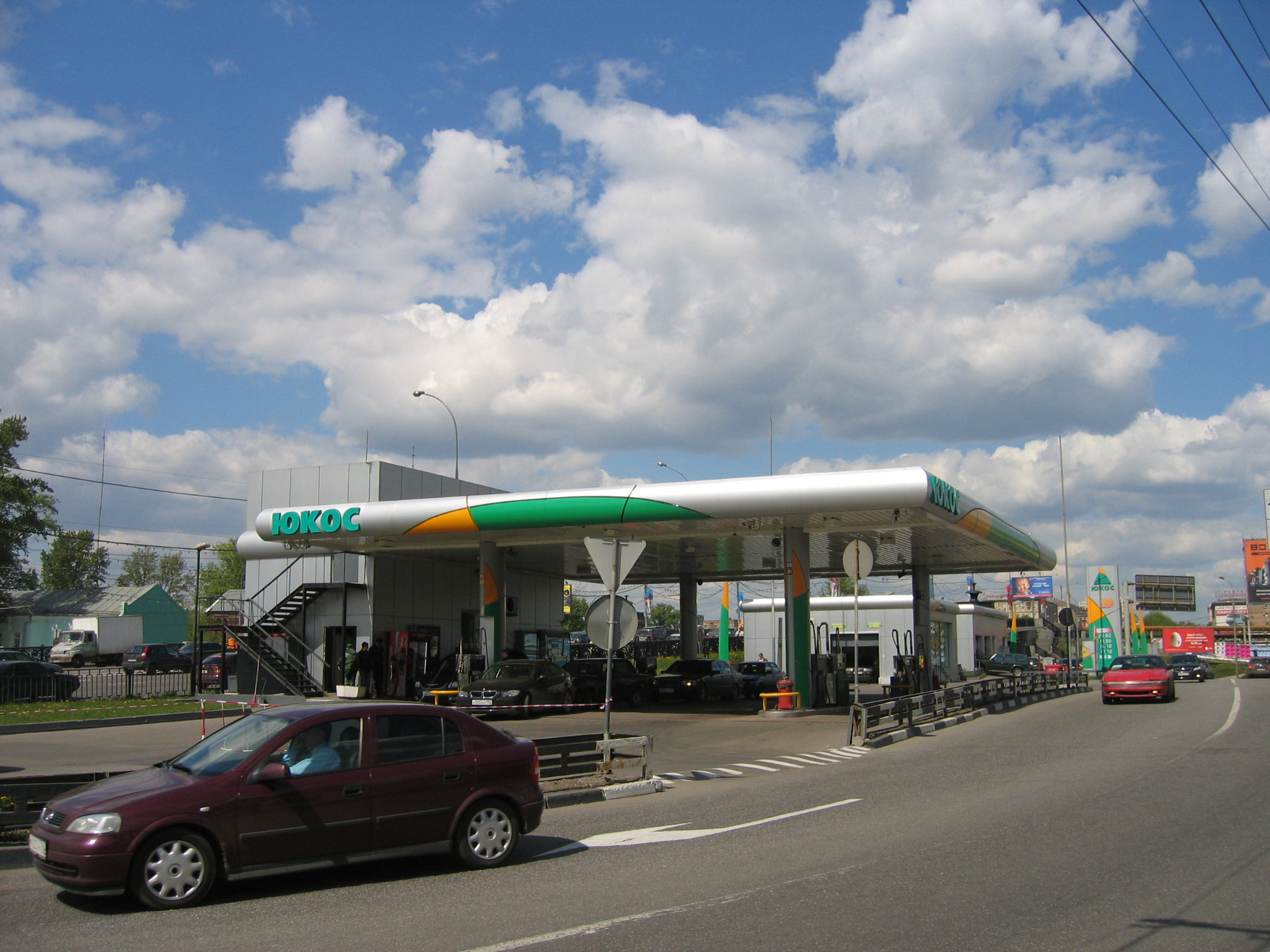
Eine Yukos-Tankstelle in Moskau

Yukos (russisch Юкос, deutsch Jukos) war einer der großen Konzerne Russlands für Erdölförderung und Petrochemie und gehörte weltweit zu den größten nichtstaatlichen Konzernen. Nach der Festnahme von Michail Chodorkowski im Jahr 2003 geriet das Unternehmen in finanzielle Schwierigkeiten, was dazu führte, dass Yukos am 1. August 2006 von einem Moskauer Gericht für bankrott erklärt wurde.
Der im internationalen Wirtschaftsleben übliche englische Name Yukos ist ein Akronym der Unternehmen, die an der Gründung des Erdölkonzerns beteiligt waren, „YUganskneftegaz“ und „KuybyshevnefteOrgSintez“ (Юганскнефтегаз, КуйбышевнефтеОргСинтез; JUganskneftegas, KuibyschewnefteOrgSintes).

## Das Unternehmen
Yukos wurde in den letzten Jahren von Michail Chodorkowski geleitet, einem politisch engagierten Milliardär. 
Durch die Verhaftung und restriktive Maßnahmen der russischen Regierung ist der Konzern international bekannt geworden, aber auch in wirtschaftliche Schwierigkeiten geraten. Chodorkowski wurde wie auch dem Manager Platon Lebedew Steuervergehen vorgeworfen. Beide wurden zu mehrjährigen Haftstrafen verurteilt. Als eigentliche Gründe werden vermutet, dass Chodorkowski, der zu Russlands „Oligarchen“ zählt, als Präsidentschaftskandidat vorgeschlagen war bzw. weil die russische Regierung den Konzern (wie schon früher) in ihren Einflussbereich bringen wollte. Auch hatte sich Präsident Putin negativ zur Unterstützung von Bildungseinrichtungen und Massenmedien durch Yukos geäußert. Als Grund hierfür gilt, dass die Förderung des politischen Pluralismus sowie der Meinungs- und Medienvielfalt nicht mit den Bestrebungen Putins in Einklang steht. Besonders der Einstieg von US-Investoren in den russischen Markt durch Yukos wird als Grund für die staatliche Intervention angenommen.
Yukos wurde im Zuge der großen Privatisierungswelle nach dem Zerfall der Sowjetunion unter kontrovers diskutierten Umständen von der Regierung verkauft. Der Erwerb erfolgte im Rahmen einer geschlossenen Versteigerung, welche von der durch Chodorkowski mitgegründeten Bank Menatep organisiert wurde, die dann selbst als einziger Bieter auftrat. Menatep war in den Jahren zuvor selbst zu einer finanzkräftigen Privatbank geworden, da Chodorkowski ihr als stellvertretender Öl- und Energieminister unter Boris Jelzin zahlreiche Aufträge zur Verwaltung von Investitionsprogrammen hatte zukommen lassen. Später ging Yukos an eine Gruppe auch internationaler Investoren. Hauptanteilseigner wurde Chodorkowski.
Westliche Ökonomen schätzten einerseits die Flexibilität und Ertragskraft des Konzerns, warfen ihm aber auch eine dubiose Politik gegenüber den Kleinaktionären vor. Dies soll sich ab etwa 2001 gebessert haben. In den letzten Jahren konnte Yukos Umsatzsteigerungen von 30 bis 104 Prozent und Gewinnmargen bis 50 Prozent vorzeigen und wurde zum Börsenmagneten, nicht nur in Russland. Es wurde kräftig in den Energiebereich investiert:
- Beteiligung an zahlreichen regionalen Energieunternehmen wie Belgorod, Kuban und Tomskenergo
- Joint Ventures mit TotalFinaElf zur Ausbeutung eines Ölfeldes im Schwarzen Meer und mit der ungarischen MOL (2002)
- Partnersuche für eine bayerische Raffinerie und ein deutsches Tankstellennetz von Shell und BP-Aral, dessen Verkauf das Kartellamt vorschrieb usw.
- Kauf von 49 Prozent des Erdölleitungsnetz-Betreibers Transpetrol aus der Slowakei
- sowie andere Kooperationen

Die tägliche Erdölfördermenge von Yukos betrug etwa 1,7 Millionen Barrel, was über 15 Prozent der gesamten russischen Ölförderung entsprach.
Im Juli 2006 erklärte der Vorstandsvorsitzende Steven Theede seinen Rücktritt zum 1. August 2006. Er begründete dies mit dem Insolvenzverfahren, welches eine Farce sei. Nach Einschätzung von westlichen Beobachtern war Ziel der russischen Regierung, die zusammen mit dem staatlichen Ölkonzern Rosneft 100 Prozent des Unternehmens besitzt, die Auflösung und Eingliederung in Rosneft. Am 1. August 2006 stellte ein Moskauer Gericht den Bankrott des Unternehmens fest und beschloss somit die Auflösung von Yukos.

## Der „Fall Yukos“

### Zerschlagung des Konzerns
Im April 2003 vereinbarte Yukos eine Verschmelzung mit Sibneft, seit Juni 2006 Gazprom Neft, dem zu diesem Zeitpunkt das nach Umsatz etwa fünftgrößte Unternehmen in Russland. Die Fusion unterblieb infolge von Nachwirkungen der Verhaftung Chodorkowskis. Ende Oktober 2003 fror die Regierung 44 Prozent der Aktien ein, um ihre Übernahme durch eine mit Chodorkowski kooperierende Investorengruppe zu verhindern.
Der Kurs fiel gegenüber dem Jahresmittel von etwa 40 Euro um bis zu 80 Prozent, was alle russischen Aktienbörsen beeinträchtigte. Anfang 2004 gab es Gerüchte über Zahlungsunfähigkeit sowie den Verdacht, dass die Restriktionen einer Insolvenz und einem billigen Kauf durch den Staat dienen würden.
Am 31. Mai 2004 erklärte ein Moskauer Schiedsgericht die für die Zusammenlegung mit Sibneft bestimmte Zusatzemission von Yukos-Papieren für nichtig, wodurch der Konzern das Recht auf 57,5 Prozent der Sibneft-Aktien einbüßte. Im folgenden Juni erklärte Gazprom, der weltweit größte Erdgasproduzent, im Falle einer Versteigerung Yukos-Aktiva zu erwerben.
Am 29. Juni 2004 wurden die Steuernachzahlungen in Höhe von umgerechnet 2,8 Milliarden Euro für das Jahr 2000 gerichtlich bestätigt und somit rechtskräftig. Gerichtsvollzieher leiteten nach dem Urteil ein Vollstreckungsverfahren ein. Das Unternehmen musste nach deren Beschluss diesen Betrag bis Ende August 2004 begleichen. Die Steuerschuld für 2001 betrug ebenfalls umgerechnet 2,8 Milliarden Euro. Für 2002 und 2003 wurden jeweils Forderungen in etwa gleicher Höhe gestellt. Das Unternehmen bot an, eine Zahlung von einer Milliarde Euro bei Erlass der Restsumme zu leisten. Das russische Finanzministerium bestand auf der Begleichung der gesamten Steuerschuld. Daraufhin folgte ein Vollstreckungsverfahren, bei dem die Steuerbehörden in der Rangordnung der Gläubiger über den Geldgebern sowie den Zulieferern standen. Auf Anweisung der Gerichtsvollzieher mussten die vier Fördergesellschaften von Yukos den Verkauf anderer Vermögenswerte mit sofortiger Wirkung stoppen. Förderung, Verarbeitung und Verkauf von Erdöl konnten jedoch fortgesetzt werden.
Am 19. Dezember 2004 wurde Juganskneftegas für sieben Milliarden Euro versteigert, um die Steuerschuld der zurückliegenden Jahre zu begleichen. Auf Juganskneftegas entfielen rund 60 Prozent der gesamten Ölförderung von Yukos. Yukos-Manager hatten Tage zuvor angekündigt, dass sie den potentiellen Käufer vor internationalen Gerichten verklagen würden. Auch hatten die Yukos-Manager im texanischen Houston Gläubigerschutz nach Chapter 11 des Insolvenzrechts der Vereinigten Staaten beantragt. Bei der Versteigerung, in der sich v. a. die Baikalfinanzgruppe und Gazprom gegenüberstanden, erhielt letztere den Zuschlag und übernahm somit drei Viertel des Kerngeschäfts von Yukos.
Drei Tage später erfolgte die vollständige Übernahme der Baikalfinanzgruppe durch den staatlichen russischen Ölkonzern Rosneft.

### Rechtliche Aufarbeitung

#### Klage vor dem EGMR
Ehemalige Yukos-Eigner klagten am Europäischen Gerichtshof für Menschenrechte wegen mutmaßlicher Diskriminierung des Konzerns durch die Steuerverfahren des russischen Staates. Sie forderten Schadensersatz in Höhe von 98 Milliarden US-Dollar. Die Klage wurde im September 2011 mit Möglichkeit auf Berufung teilweise abgewiesen. Ein Verstoß gegen das Diskriminierungsverbot sei nicht festzustellen. Es gebe keine Hinweise, dass Russland die Steuerverfahren gegen Yukos dazu missbraucht hätte, um das Unternehmen zu zerstören und alle Aktiva des Konzerns unter seine Kontrolle zu bringen. Der Gerichtshof sah aber die Art und Weise der Eintreibung der Steuerschulden der Jahre 2000 bis 2003 als „unverhältnismäßig“ und als Verstoß gegen den Schutz des Eigentums an, auch wenn die Behörden alle auf legaler Grundlage gehandelt hätten. Auf eine Festsetzung von Schadensersatz verzichtete der Gerichtshof zunächst, um den Parteien die Möglichkeit einer gütlichen Einigung zu geben. Nachdem keine solche Einigung zustande gekommen war, wurde der von Russland zu zahlende Schadensersatz im Juli 2014 auf 1,9 Milliarden Euro festgesetzt, die höchste Summe, die jemals für eine Menschenrechtsverletzung zugestanden wurde. Das Urteil kann jedoch nach einer Entscheidung des russischen Verfassungsgerichts vom 14. Juli 2015 in Russland nicht vollstreckt werden.

#### Schiedsverfahren
Erfolgreicher waren die Schiedsklagen dreier Aktionäre, die zuletzt über 70 % der Anteile an Yukos gehalten hatten, vor einem Schiedsgericht am Ständigen Schiedshof in Den Haag. Mit Schiedsspruch vom 18. Juli 2014 wurde ihnen 50 Milliarden Dollar (37,2 Milliarden Euro) zugesprochen, welche die russische Regierung spätestens ab Anfang 2015 zu bezahlen habe. Die Schiedsrichter waren der Schweizer Charles Poncet (von den Klägern benannt), der US-Amerikaner und ehemalige Präsident des Internationalen Gerichtshofs Stephen M. Schwebel (von Russland benannt) und als Vorsitzender der Kanadier L. Yves Fortier (vom Generalsekretär des Ständigen Schiedshofs benannt). Bei den klagenden Yukos-Aktionären handelt es sich um Zwischengesellschaften mit Sitz in den europäischen Steuerparadiesen Zypern und der Isle of Man, die dadurch in den Genuss des Schutzes der Europäischen Energiecharta gelangten. Dass diese Zwischengesellschaften russischen Staatsangehörigen gehörten und die Aktien mit großer Wahrscheinlichkeit sogar treuhänderisch für russische Staatsangehörige gehalten wurden, befand das Schiedsgericht für unerheblich.
Die Entscheidung basiert auf den Investitionsschutz- und Schiedsverfahrensregeln des Vertrags über die Energiecharta von 1998. Russland hat den Vertrag zwar unterzeichnet, aber nicht ratifiziert und das Urteil nicht anerkannt und nicht gezahlt. Deswegen wurden im Juni 2015 Konten russischer diplomatischer Vertretungen in Belgien gesperrt. Sie wurden nach russischem Protest wieder freigegeben.
Die Urteile des Schiedsgerichts wurden am 20. April 2016 von einem staatlichen Gericht in Den Haag aufgehoben.
Das Berufungsgericht Den Haag entschied am 18. Februar 2020 zugunsten der Kläger. Damit sind die Schiedssprüche aus dem Jahr 2014 wieder in Kraft. Russland legte Revision dagegen beim höchsten Gericht der Niederlande ein. Der Hohe Rat entschied, dass einige Tatsachenbehauptungen in vollem Umfang überprüft werden müssen, die vom Berufungsgericht aus rein verfahrensrechtlichen Gründen entschieden worden waren, und verwies den Fall daher zurück an die Vorinstanz.

## Stimmen
Zahlreiche Bundestagsabgeordnete, darunter die frühere deutsche Justizministerin Sabine Leutheusser-Schnarrenberger, wiesen darauf hin, dass Yukos durch eine Regierung zerschlagen worden sei, die bereit sei, jedes in ihrer Macht stehende Instrument zu nutzen, um ihre Interessen durchzusetzen.
Am 28. Dezember 2004 erklärte der russische Präsidentenberater Andrei Illarionow auf einer Pressekonferenz, beim Fall Yukos habe es sich um die „Affäre des Jahres 2004“ gehandelt.